# Ordoño III de León
Ordoño III de León (c. 925-Zamora, 956) fue rey de León desde 951 hasta 956

## Biografía
Hijo y sucesor de Ramiro II de León, se enfrentó al reino de Navarra y al conde castellano Fernán González, primer conde independiente de Castilla, que apoyaban a su hermano Sancho I de León en la disputa que ambos sostenían por el trono. Venció a los coligados en León. Ordoño III soportó además numerosas rebeldías internas durante su reinado, entre ellas una sublevación en Galicia, y ataques de al-Ándalus, a los que respondió en 955 enviando gran número de tropas que consiguieron saquear Lisboa. El rey consiguió frenar, aunque no acabar, con las incursiones del califato cordobés. El rey propuso una tregua al califa Abderramán III, que este aceptó; los dos bandos acordaron la cesión de algunas plazas fuertes y el desmantelamiento de otras.
Ordoño III llevó a cabo una exhaustiva reorganización de sus territorios y continuó con el proceso de fortalecimiento de las instituciones reales que inició su padre. Falleció en octubre del 956; le sucedió su hermano y rival Sancho el Craso, hijo también de Ramiro pero de distinta madre.

## Sepultura
El rey  Ordoño III recibió sepultura en la iglesia de San Salvador de Palat del Rey de la ciudad de León. Esta iglesia formaba parte de un monasterio, hoy desaparecido, fundado durante el reinado de Ramiro II por la infanta Elvira Ramírez, hermana de Ordoño III, que deseaba ser religiosa. En el mismo templo recibieron sepultura los reyes Ramiro II y Sancho I, medio hermano y sucesor de Ordoño III de León. 
Los restos mortales de los tres soberanos leoneses sepultados en la iglesia de San Salvador de Palat del Rey fueron trasladados posteriormente a la basílica de San Isidoro de León, donde fueron colocados en un rincón de una de las capillas del lado del Evangelio, donde también yacían los restos de otros reyes, como Alfonso IV de León, y no en el panteón de reyes de San Isidoro de León.

## Matrimonio y descendencia
Contrajo matrimonio con Urraca Fernández, hija de Fernán González, conde de Castilla. Fruto de su matrimonio nació: 
- Bermudo II, rey de León.[13]

| Predecesor: Ramiro II | Rey de León 951-956 | Sucesor: Sancho I |